# Törtel (keresztnév)
A Törtel kun eredetű régi magyar személynév, jelentése bizonytalan, talán négy nép (ura), más vélemény szerint négy gyermek (apja).

## Gyakorisága
Az 1990-es években szórványos név, a 2000-es években nem szerepel a 100 leggyakoribb férfinév között.

## Névnapok
- augusztus 4.[2]

## Híres Törtelek
- Törtel kun előkelő, IV. László egyik gyilkosa